# História econômica da Irlanda

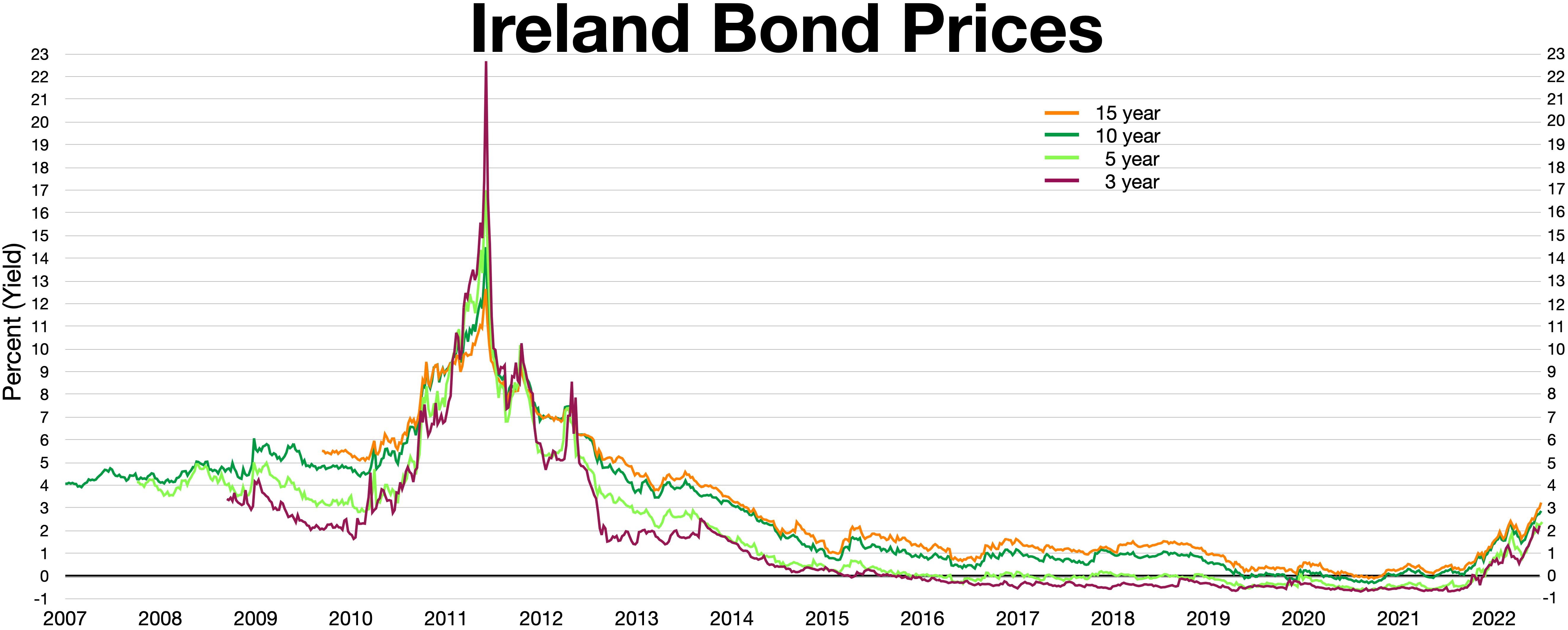
Preços dos títulos da Irlanda, curva de rendimento invertida em 2011

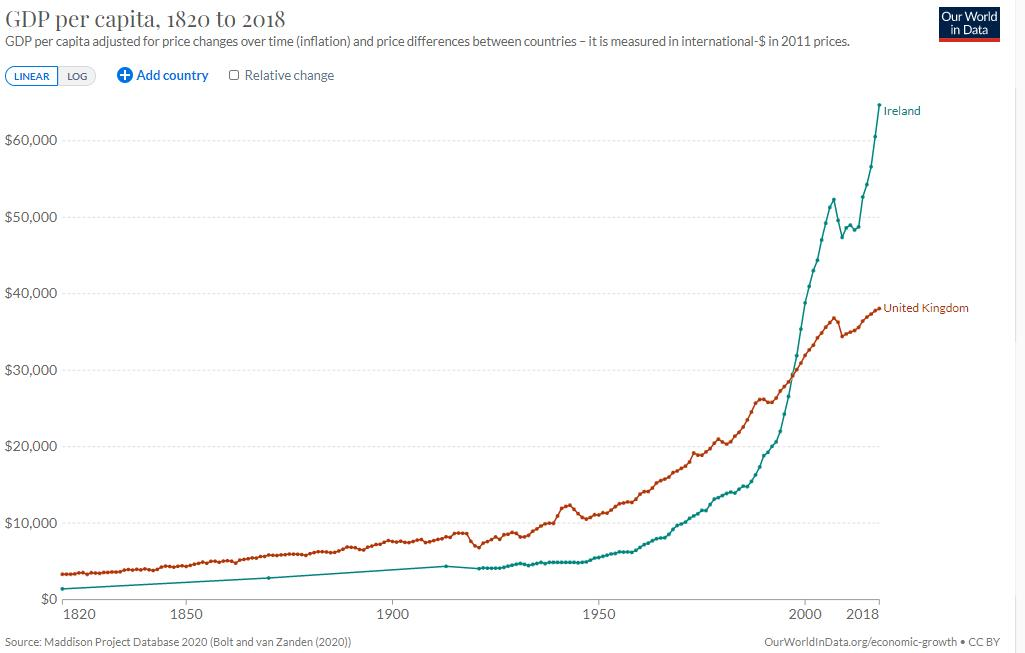
Desenvolvimento histórico do PIB per capita da Irlanda e do Reino Unido

A história económica da República da Irlanda começou efectivamente em 1922, quando o então Estado Livre Irlandês conquistou a independência do Reino Unido. O estado foi atormentado pela pobreza e pela emigração até a década de 1960, quando uma recuperação levou à reversão do declínio populacional de longo prazo. No entanto, factores globais e nacionais combinaram-se nas décadas de 1970 e 1980 para devolver o país ao fraco desempenho económico e à emigração. A década de 1990, no entanto, viu o início de um sucesso económico sem precedentes, num fenómeno conhecido como "Tigre Celta", que continuou até a crise financeira global de 2008, especificamente a crise económica irlandesa pós-2008 [en] . Também fez com que a Irlanda se tornasse o estado mais endividado da União Europeia. A partir de 2015, a República voltou a crescer e foi a economia que mais cresceu naquele ano. Em maio de 2023, o desemprego irlandês atingiu um mínimo histórico de 3,8%.
De acordo com o historiador económico de Oxford, Kevin O'Rourke [en], a independência da Irlanda, juntamente com a adesão à União Europeia, foram cruciais para a prosperidade económica irlandesa. A adesão ao mercado único europeu reduziu a dependência irlandesa da economia britânica e facilitou a modernização da economia irlandesa.

## Visão geral
Um estudo de 2018 publicado na The Economic History Review concluiu que, durante o período de 1922 a 1979, a economia do Reino Unido teve um grande impacto nos preços ao consumidor na Irlanda, mas que o impacto da economia britânica no PIB irlandês foi mais limitado.

## Efeitos da revolução e partição
Após a Guerra da Independência, 26 condados da Irlanda conquistaram a independência do Reino Unido como um domínio denominado Estado Livre Irlandês – mas 6 dos condados do nordeste permaneceram no Reino Unido como Irlanda do Norte. Em 1937, o Estado Livre Irlandês foi restabelecido com o nome atual, República da Irlanda.
Um estudo sobre os preços das ações irlandesas em 2013 indica que um ponto alto histórico foi alcançado na década de 1890, com um declínio subsequente até 1930.
Já existia uma divisão económica significativa entre os 6 condados do nordeste e o resto da Irlanda, mas após a divisão ambas as regiões divergiram ainda mais. No curto prazo, isto foi acentuado pela política nacionalista de boicote aos produtos do Norte em resposta aos ataques a católicos e nacionalistas na Irlanda do Norte.
A partição teve um efeito devastador no que se tornou a área fronteiriça da Irlanda. O condado de Donegal, por exemplo, foi economicamente separado do seu centro económico regional natural de Derry. A rede ferroviária irlandesa [en] teve dificuldades para operar em duas áreas económicas, fechando finalmente uma vasta área da zona fronteiriça da Irlanda (a única rota transfronteiriça hoje é entre Belfast e Dublin).
No entanto, em geral, foi considerado que "os efeitos económicos da partição foram provavelmente ligeiros, certamente menos significativos do que outras forças económicas, tanto nacionais como internacionais".
O Estado Livre tinha a vantagem, não possuída pela Irlanda do Norte, da independência fiscal, mas a violência e a perturbação dos anos 1919-1923 causaram muitos danos económicos. Como resultado da Guerra Civil de 1922-23, o Estado Livre começou com um défice orçamental muito grave, que só foi totalmente eliminado em 1931.
De acordo com o historiador económico Kevin O'Rourke [en], a economia irlandesa permaneceu subdesenvolvida durante longos períodos de tempo após a divisão devido à sua contínua dependência excessiva de uma economia britânica com baixo desempenho. Ele argumenta que a integração europeia, que reduziu a dependência do Reino Unido, melhorou substancialmente a economia irlandesa.

## 1922–1960
O estabelecimento do Estado Livre Irlandês deu origem à primeira tentativa séria desde a década de 1890 de industrializar o sul da Irlanda, mas sempre com recursos escassos. A agricultura passou a ser orientada para a pastagem e não para a lavoura, com o aumento do processamento de produtos e do negócio de exportação. O país foi gradualmente eletrificado e novas fábricas estatais foram incentivadas, como a Irish Sugar Company em Carlow.
A Irlanda era uma economia predominantemente agrária, negociando quase exclusivamente com o Reino Unido, na época da Grande Depressão. A carne bovina e os produtos lácteos representaram a maior parte das exportações, e a Irlanda teve um bom desempenho em relação a muitos outros produtores de commodities, especialmente nos primeiros anos da depressão.

– Frank Barry e Mary E. Daly [en]
Durante o final da década de 1930, o governo do Fianna Fáil iniciou uma disputa desastrosa com a Grã-Bretanha sobre o pagamento de anuidades de terras, chamada de "Guerra Económica [en]". O Estado irlandês recusou-se a continuar a pagar anuidades fundiárias, a Grã-Bretanha impôs tarifas sobre a carne bovina irlandesa e o Estado Livre retaliou impondo tarifas sobre os bens de consumo britânicos; esta "guerra económica" foi resolvida em 1938.
A partir de 1932, Éamon de Valera abandonou o comércio livre, prosseguiu uma política protecionista e procurou a auto-suficiência, mas o país não era rico o suficiente para tornar isto um sucesso. Isto levou o Estado a assumir o controlo dos interesses privados em nome do interesse público – nacionalização e criação de monopólios semelhantes aos que estavam em voga na altura em muitos países. Muitas das indústrias que foram colocadas sob controlo governamental na altura permanecem hoje sob controlo “semi-estatal” – outras foram reduzidas ou fechadas, enquanto várias foram vendidas nas décadas de 1980 e 1990. A Irish Steel [en], por exemplo, foi tomada sob controle do governo em 1947 e foi vendida (por IR£ 1) em 1996.

## Década de 1960
Na década de 1960, a economia expandiu-se bastante, sob a liderança de Seán Lemas [en], muitos esquemas de realojamento (incluindo Ballymun [en]) foram iniciados para limpar os cortiços de Dublin; no entanto, o governo interpartidário de 1948 a 1951 construiu mais casas de autoridade local do que qualquer outra administração antes ou depois, a Autoridade de Desenvolvimento Industrial [en] voltou a concentrar-se na alta tecnologia e o investimento estrangeiro direto foi incentivado. O funcionário público T. K. Whitaker [en] forneceu um plano que correspondia ao desejo da Irlanda de aderir à CEE, precursora da UE de hoje. A educação também foi reformada em grande medida, o estado construiu um sistema de colégios técnicos regionais (RTC) e mais tarde duas instituições nacionais de ensino superior (NIHE); ambos os sistemas expandiram enormemente a educação, em particular o ensino técnico, o ensino universitário também foi reformado e ampliado. A entrada na Comunidade Económica Europeia (precursora da União Europeia) em 1973 também contribuiu para as perspectivas económicas da Irlanda; 67% das exportações da Irlanda foram para a Grã-Bretanha em 1970 e diminuíram para 54% em 1975.
O professor Tom Garvin, professor emérito de política na University College Dublin, argumentou que Lemass sugeriu e permitiu o proteccionismo a partir de 1932, e depois foi indevidamente creditado quando optou por regressar a uma política de comércio livre após 1960.
O Relatório Buchanan de 1968 foi um relatório significativo sobre a dimensão regional do planeamento económico que tinha sido largamente ignorado. O relatório, preparado por Colin Buchanan, um urbanista britânico, investigou e recomendou a sustentabilidade social e económica da indústria nas regiões. Os relatórios recomendavam um número limitado de centros de desenvolvimento em toda a Irlanda, que teriam uma dimensão mínima autossustentável. Isso se tornou bastante controverso, pois havia menos de uma dúzia desses locais recomendados. No final, a política e o clientelismo locais venceram e o relatório foi largamente abandonado, com a indústria a ser dispersada de forma ineficaz à medida que surgiam as necessidades locais.

## Década de 1970
Houve uma série de três grandes greves bancárias irlandesas entre 1966 e 1976, totalizando cerca de um ano, afetando a maior parte do setor bancário de varejo. Previsivelmente, estes tiveram muito pouco efeito sobre o crescimento da economia.
Em 1973, juntamente com a Dinamarca e o Reino Unido, a Irlanda aderiu à Comunidade Económica Europeia, que iniciou um processo de recuperação com o resto da Europa.
Contudo, o boom não durou muito. As disputas nas relações laborais, a inflação provocada pelas crises petrolíferas de 1973 e 1979, os novos impostos sobre o capital e a má gestão da economia por parte do governo tiveram os seus efeitos na década de 1970. Na década de 1980, a Irlanda era considerada o “homem doente da Europa”.

## 1980 ao início dos anos 1990
A década de 1980 na República da Irlanda foi um dos tempos mais sombrios do estado. Os governos de Charles Haughey e Garret FitzGerald pioraram ainda mais esta má situação com empréstimos mais massivos e taxas de impostos tão elevadas como 60% (com um ministro das finanças do Fine Gael a sugerir que as pessoas não estavam a ser suficientemente tributadas). Depois de aderir ao ERM - Mecanismo Europeu de Taxas de Câmbio em 1979, a Irlanda também foi confrontada durante grande parte da década de 1980 com uma moeda sobrevalorizada, que não foi corrigida até a desvalorização de 1986 (foi desvalorizada novamente em 1993 em resposta à saída da libra esterlina do ERM). Grande parte do capital emprestado na década de 1980 foi destinado a sustentar esta moeda sobrevalorizada. O investimento estrangeiro, sob a forma de capital de risco, foi desencorajado por todas as dificuldades evidentes.
Esta foi também uma era de instabilidade política e de extrema corrupção política, com o poder alternado entre o Fianna Fáil e o Fine Gael, com alguns governos que nem sequer duraram um ano e, num caso, três eleições em dezoito meses. O apoio considerável da União Europeia foi o único aspecto positivo.

## O "Tigre Celta" (1995–2007)
Na década de 1990, a economia da República iniciou a fase do "Tigre Celta". A elevada taxa de investimento estrangeiro direto, uma baixa taxa de imposto sobre as sociedades, uma melhor gestão económica e uma nova abordagem de “parceria social [en]” às relações industriais transformaram em conjunto a economia irlandesa. A União Europeia contribuiu com mais de €10 bilhões para infra-estruturas. Em 2000, a República tornou-se uma das nações mais ricas do mundo, o desemprego era de 4% e o imposto sobre o rendimento era quase metade dos níveis da década de 1980. Durante este período, a economia irlandesa cresceu entre cinco a seis por cento anualmente, aumentando dramaticamente os rendimentos monetários irlandeses para igualar e eventualmente ultrapassar os de muitos estados no resto da Europa Ocidental.
Ao longo da última década, o governo irlandês implementou uma série de programas económicos nacionais concebidos para conter a inflação, aliviar a carga fiscal, reduzir a despesa pública em percentagem do PIB, aumentar as competências da força de trabalho e recompensar o investimento estrangeiro. A República juntou-se ao lançamento do sistema monetário do euro em Janeiro de 1999, juntamente com onze outros países da União Europeia. A economia sentiu o impacto do abrandamento económico global pós-Dot Com em 2001, particularmente no sector de exportação de alta tecnologia – a taxa de crescimento nessa área foi reduzida quase para metade. O crescimento do PIB continuou a ser relativamente robusto, com uma taxa de cerca de 6% em 2001 e 2002 – mas esperava-se que caísse para cerca de 2% em 2003.

## Pós-2007
Ver: Economia da República da Irlanda